# Ba'uda (Dschebel Barisha)

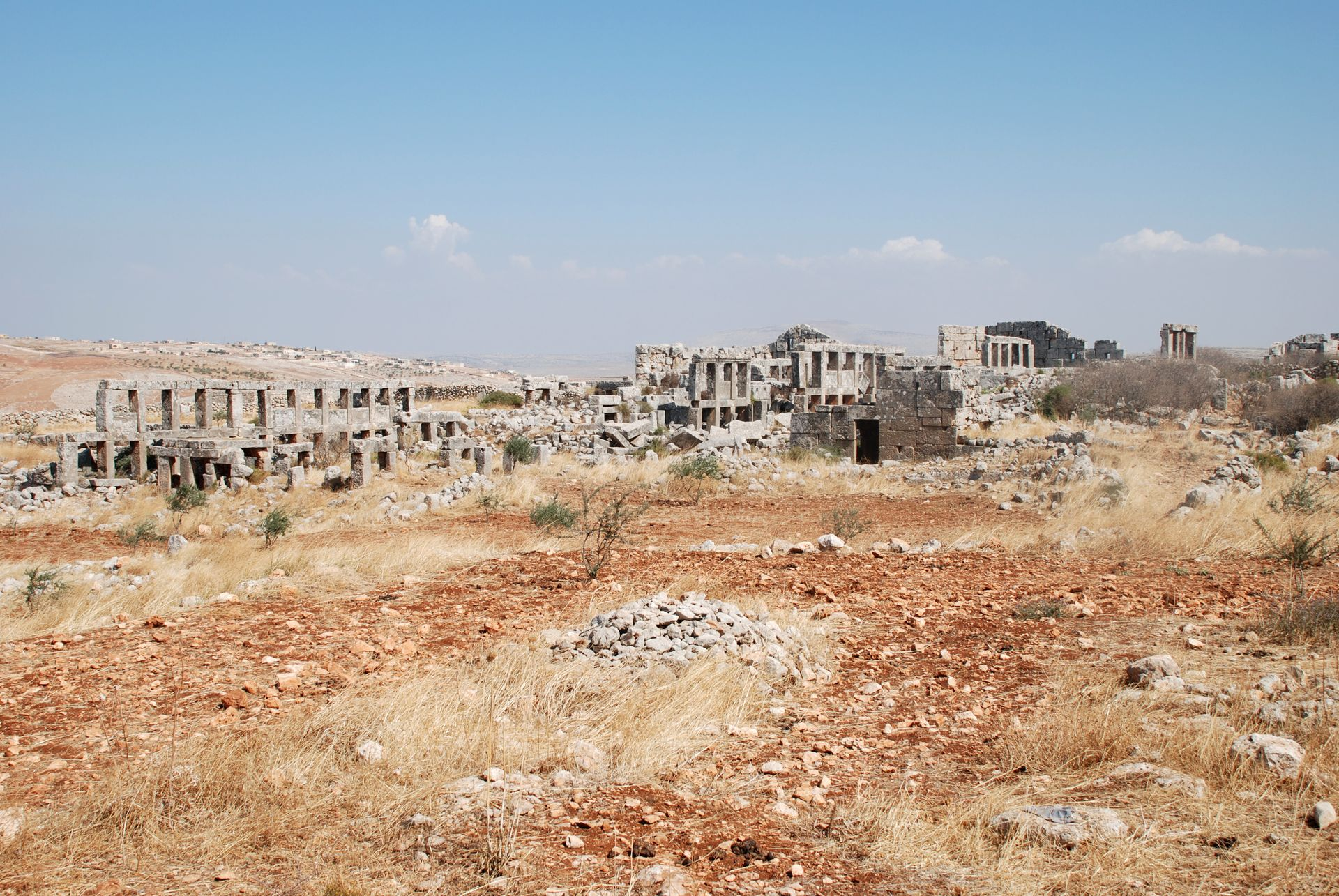
Gesamtansicht des antiken Ortes von Südwesten

Ba'uda oder Baude (auch Ba’udeh und Bawde;) war eine frühbyzantinische Siedlung und ein kleines Handelszentrum im Gebiet der Toten Städte im Nordwesten von Syrien.

## Lage
Die Ruinenstätte von Ba'uda liegt im Gouvernement Idlib am Nordhang des Dschebel Barischa, im mittleren Teil des nordsyrischen Kalksteinmassivs, in Sichtweite zum zwei Kilometer entfernt liegenden Grenzübergang Bab al-Hawa unten im Tal. Durch dieses Tal verläuft die Straße von Aleppo nach Westen über die türkische Stadt Reyhanlı bis nach Antakya. In den überwiegend von Kurden bewohnten, wenig fruchtbaren und karstigen Felshügeln befinden sich etliche weitere Ruinenstätte. Etwa zwei Kilometer südlich liegt der antike Ort Babisqa, sechs Kilometer westlich liegt Baqirha, wenige 100 Meter nördlich von diesem Dar Qita. Von Barqira führt eine Asphaltstraße etwa sechs Kilometer nach Süden bis zu der größeren frühbyzantinischen Siedlung Barischa mit mehreren Ölpressen. Der bekannteste Ort der Region ist wegen seiner Kirche Qalb Loze, das acht Kilometer westlich von Barischa auf dem parallelen, in nord-südlicher Richtung verlaufenden Dschebel Ala liegt.
Ba'uda sollte nicht mit dem gleichnamigen Ruinenort verwechselt werden, der im südlichen Teil des Kalksteinmassivs zwischen al-Bara und Serjilla liegt und wegen seines Pyramidengrabes erwähnt wird.

## Stadtbild

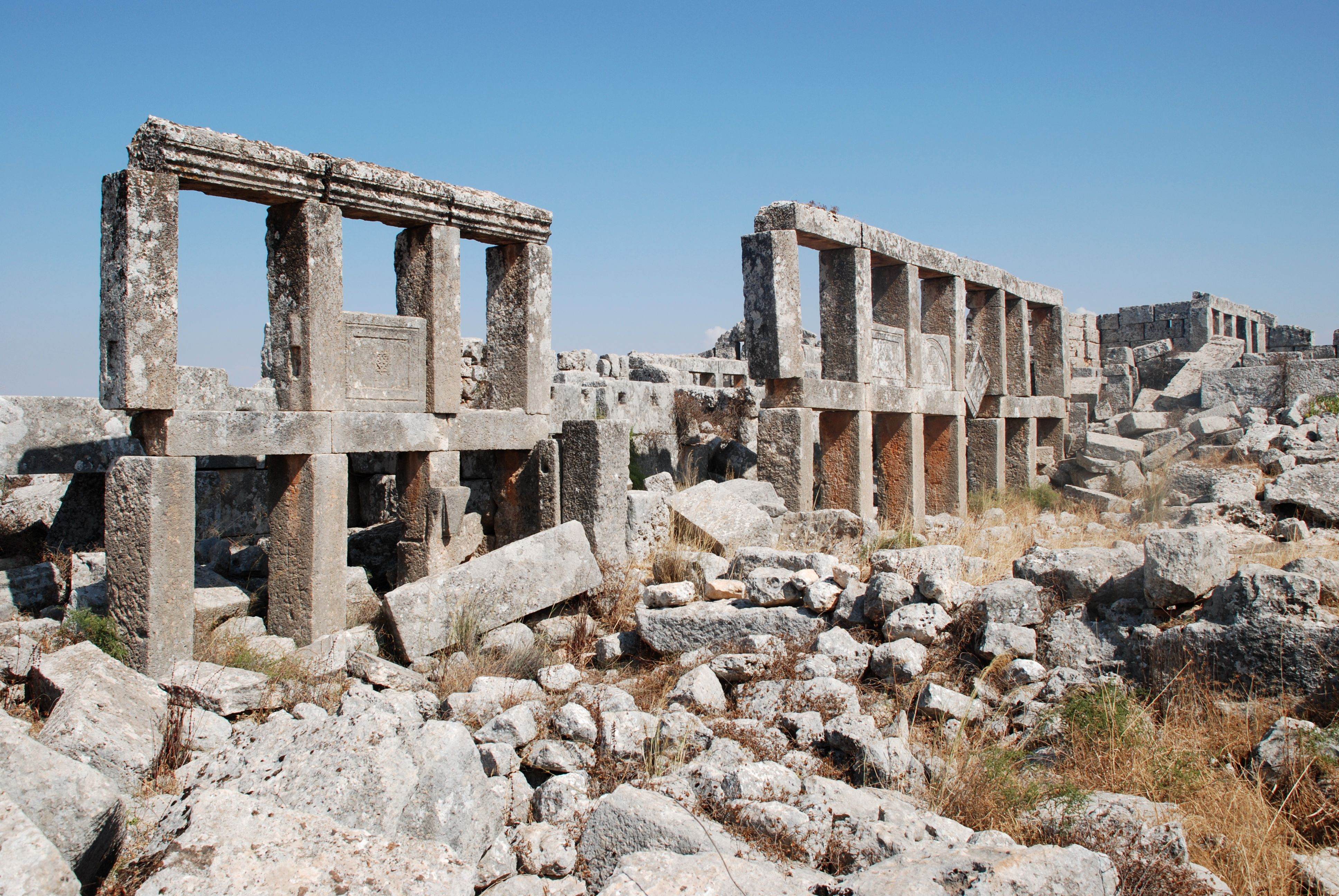
Ein Straßenzug des Geschäftszentrums

Die frühesten erhaltenen Häuser von Ba'uda und der meisten Toten Städte datieren in das 4. Jahrhundert, ihre Blütezeit lag im 5. und 6. Jahrhundert. In Ba'uda haben sich ganze Häuserzeilen mit zweigeschossigen Pfeilerportiken erhalten. Sie bildeten eine überdachte Passage vor den Häusern, in denen sich im Erdgeschoss Ladengeschäfte und darüber Wohnräume befanden. Zwischen den Pfosten der Obergeschosse waren massive Kalksteinplatten eingestellt, von denen sich noch einige in situ befinden.
Howard Crosby Butler fand 1905 die Reste einer bereits damals fast vollständig zerstörten kleinen Kirche, die er gemäß einer Inschrift in das Jahr 392 datierte. Die griechische Inschrift war mit dem Stein auf dem Kopf stehend vermauert worden, offenbar von einem Handwerker, der sie nicht lesen konnte. Butler vermutete an der kaum noch erkennbaren Ostseite eine halbrunde Apsis mit seitlichen Nebenräumen und eine gerade abschließende Ostwand. Das Kirchenschiff besaß eine ungewöhnliche, fast quadratische Form. Die Arkadenhochwände der dreischiffigen Basilika mit einer Reihe Rundbogenfenster im oberen Bereich wurden von jeweils drei Säulen getragen. Die beiden einzigen Eingänge befanden sich in der Südwand, der ein ummauerter Hof angegliedert war. Die östliche der beiden Türen nennt den Namen des Architekten: „Markianos Kyris“. Die westliche Tür enthielt das unsicher zu lesende Fertigstellungsdatum. Im Kirchenschiff blieben alle Kapitelle in gestörter Fundlage erhalten, sie zeigen toskanische und ionische Stilvarianten. 1941 und 1970 erfolgte eine grobe Bauaufnahme durch Georges Tchalenko.
300 Meter südwestlich befindet sich eine moderne landwirtschaftliche Siedlung mit etwa einem Dutzend Häusern. Darin liegen, verbaut innerhalb der Gehöfte, einige weitere antike Ruinen, die als Stallungen für Ziegen und Gänse dienen.
Barischa, Ba'uda, Barqira und Dar Qita waren die Wirtschaftszentren im Gebiet des Dschebel Barischa, die durch den Export von Olivenöl und Wein und den Handel mit Gütern für den täglichen Bedarf zu Wohlstand kamen.